# Lars Gotborn
Lars Gotborn, född 1939, är en svensk lektor, ornitolog, redaktör, författare och fågelholksbyggare, nu bosatt i Uppsala.
Lars Gotborn har arbetat som lektor i naturkunskap i bland annat Högbergsskolan i Tierp.
Som ornitolog och naturintresserad var han under 1960-talet och 1970-talet mycket engagerad kring skyddet och utvecklingen av sjön Kvismaren utanför Örebro genom arbete i föreningen Kvismare fågelstation. Efter flytt till Norduppland så var han i många år ordförande i Nordupplands Ornitologiska Förening, idag omdöpt till Nordupplands Fågelklubb.  Lars Gotborn var tillsammans med Mats Thuresson, Svante von Strokirch och Ronny Fredriksson en del av den s.k. "Iggelbogruppen" som var opinionsbildande för att området Iggelbo skulle bli naturreservat i slutet av 1980-talet.
Lars Gotborn har varit redaktör får skrifterna Fåglar i Kvismaren (ISSN 0283-2852) samt Fåglar i Norduppland. Han har även varit delförfattare till läromedlet "Naturkunskap för gymnasieskolan" utgiven 2000 på läromedelsförlaget Natur & Kultur (ISBN 9789127610583).